# MYH7

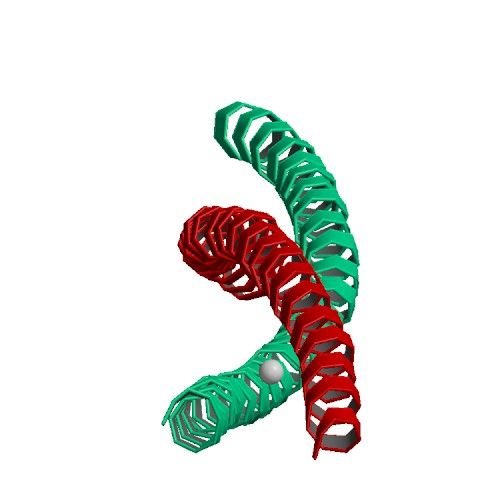

MYH7 é um gene que codifica a isoforma de cadeia beta de miosina pesada, sendo expressada primariamente no coração.
Mudanças na abundância relativa de MHC-β e MHC-α correlacionam com a velocidade de contracção do músculo cardíaco. No começo do desenvolvimento fetal, MHC-β é predominantemente expressada nos ventrículos, enquanto que MHC-α é predominantemente expressada nas aurículas. Em corações de adultos saudáveis, MHC-α é prodominantemente expressada nas aurículas (>90%), enquanto que MHC-β (~50%) é expressada nas aurículas de corações adultos em falha.
Estudos in vitro demonstraram que miócitos formados recentemente expressam MHC-β, e depois de prolongada actividade contráctil, MHC-α torna-se detectável.
Uma variante alélica deste gene é associada a aproximadamente 40% dos casos de miocardiopatia hipertrófica. Esta condição é uma doença autossómica dominante, na qual uma única cópia do gene variante causa o alargamento do ventrículo esquerdo do coração. A aparição da doença aparece tarde na vida, talvez despoletada por mudanças nas funções das hormonas da tiróide e/ou estresse físico.

## Leitura de apoio
- Jääskeläinen P, Miettinen R, Kärkkäinen P,;  et al. (2004). «Genetics of hypertrophic cardiomyopathy in eastern Finland: few founder mutations with benign or intermediary phenotypes». Ann. Med. 36 (1): 23–32. PMID 15000344. doi:10.1080/07853890310017161
- Kamisago M, Schmitt JP, McNamara D,;  et al. (2007). «Sarcomere protein gene mutations and inherited heart disease: a beta-cardiac myosin heavy chain mutation causing endocardial fibroelastosis and heart failure». Novartis Found. Symp. 274: 176–89; discussion 189–95, 272–6. PMID 17019812